# Izvekovo
Izvekovo (en rus: Извеково) és un poble de l'óblast de Kursk, a Rússia, segons el cens del 2010 tenia 49 habitants.